# آندراش توروچیک
آندراش توروچیک (مجاری: András Törőcsik; ۱ مهٔ ۱۹۵۵ – ۹ ژوئیهٔ ۲۰۲۲) بازیکن فوتبال اهل مجارستان بود.
از باشگاه‌هایی که در آن بازی کرده‌است می‌توان به راکوشپالوتای، باشگاه ورزشی مون‌پلیه، باشگاه فوتبال ام‌تی‌کی بوداپست، و باشگاه فوتبال اویپشت اشاره کرد.
وی همچنین در تیم ملی فوتبال مجارستان بازی کرده‌است.